# Großer Preis von Australien 2019
Der Große Preis von Australien 2019 (offiziell Formula 1 Rolex Australian Grand Prix 2019) fand am 17. März auf dem Albert Park Circuit in Melbourne statt und war das erste Rennen der Formel-1-Weltmeisterschaft 2019.

## Bericht

### Hintergründe
Beim Großen Preis von Australien stellte Pirelli den Fahrern die Reifenmischungen P Zero Hard (weiß, Mischung C2), P Zero Medium (gelb, C3), P Zero Soft (rot, C4) sowie für Nässe Cinturato Intermediates (grün) und Cinturato Full-Wets (blau) zur Verfügung.
Mit dem Rennen wurde eine Änderung des Punktesystems eingeführt. Das seit 2010 geltende System wurde beibehalten, allerdings konnten Fahrer, die die schnellste Runde fuhren, einen Bonuspunkt erhalten, sofern sie das Rennen unter den ersten zehn beendeten. Der Bonuspunkt wurde auch an den Konstrukteur des Fahrers vergeben, der die schnellste Runde gefahren war.
Wie im Vorjahr gab es drei DRS-Zonen auf der Strecke. Die erste Zone begann auf der Start-Ziel-Geraden genau 762 Meter vor der ersten Kurve, der Jones. Unmittelbar nach der Brabham begann die zweite Zone, die 510 Meter lang war. Für diese beiden DRS-Zonen gab es nur einen Messpunkt, wo der Abstand zum Vordermann ermittelt wurde; er lag 13 Meter vor der Stewart. Bei einem erfolgreichen Überholmanöver auf der Start-Ziel-Geraden durfte demzufolge der dann vorausfahrende Fahrer in der zweiten Zone das DRS erneut verwenden. Die dritte DRS-Zone begann 104 Meter nach Kurve zwölf, der zugehörige Messpunkt befand sich 170 Meter vor Kurve elf.
Renndirektor Charlie Whiting verstarb am Donnerstag vor dem Rennen infolge einer Lungenembolie. Seine Aufgaben übernahm interimsmäßig Michael Masi.
Red Bull Racing ging beim Großen Preis von Australien erstmals in der Teamgeschichte mit Motoren von Honda an den Start. Racing Point verzichtete zum ersten Mal auf den Namenszusatz Force India des gleichnamigen Vorgängerteams, Alfa Romeo Racing auf die Nennung des Unternehmens Sauber, das sich hinter dem Engagement verbarg.
Alexander Albon (Toro Rosso), Lando Norris (McLaren) und George Russell (Williams) debütierten bei diesem Grand Prix in der Formel-1-Weltmeisterschaft. Pierre Gasly (Red Bull), Charles Leclerc (Ferrari), Kimi Räikkönen (Alfa Romeo Racing), Daniel Ricciardo (Renault), Carlos Sainz jr. (McLaren) und Lance Stroll (Racing Point) traten erstmals für ihr neues Team an; Antonio Giovinazzi (Alfa Romeo Racing) debütierte als Stammpilot. Robert Kubica (Williams) und Daniil Kwjat (Toro Rosso) kehrten als Stammfahrer in die Formel-1-Weltmeisterschaft zurück.
Romain Grosjean, Stroll, Max Verstappen (jeweils sieben), Sergio Pérez, Sebastian Vettel (jeweils fünf), Valtteri Bottas, Gasly (jeweils vier), Nico Hülkenberg, Sainz jr. (jeweils drei), Kevin Magnussen, Räikkönen und Ricciardo (jeweils zwei) gingen mit Strafpunkten ins Rennwochenende.
Als amtierender Weltmeister ging Lewis Hamilton in die Saison.
Mit Vettel (dreimal), Hamilton und Räikkönen (jeweils zweimal) traten drei ehemalige Sieger zu diesem Grand Prix an.
Als Rennkommissare für dieses Rennwochenende fungierten Nish Shetty (SGP), Dennis Dean (USA), Danny Sullivan (USA) und Steve Chopping (AUS).

### Training
Im ersten freien Training fuhr Hamilton mit einer Rundenzeit von 1:23,599 Minuten die Bestzeit vor Vettel und Leclerc. Das Training wurde nach einem Unfall von Albon für wenige Minuten unterbrochen.
Auch im zweiten freien Training war Hamilton Schnellster, dieses Mal mit einer Rundenzeit von 1:22,600 Minuten. Es war das achte Freitagstraining zum Großen Preis von Australien in Folge, dass er als Erster beendete. Zweitschnellster war Bottas vor Verstappen.
Im dritten freien Training fuhr Hamilton in 1:22,296 Minuten die Bestzeit vor Vettel und Leclerc.

### Qualifying
Das Qualifying bestand aus drei Teilen mit einer Nettolaufzeit von 45 Minuten. Im ersten Qualifying-Segment (Q1) hatten die Fahrer 18 Minuten Zeit, um sich für das Rennen zu qualifizieren. Alle Fahrer, die im ersten Abschnitt eine Zeit erzielten, die maximal 107 Prozent der schnellsten Rundenzeit betrug, qualifizierten sich für den Grand Prix. Die besten 15 Fahrer erreichten den nächsten Teil. Leclerc war Schnellster. Die Williams-Piloten, Sainz jr., Gasly und Stroll schieden aus.
Der zweite Abschnitt (Q2) dauerte 15 Minuten. Die schnellsten zehn Piloten qualifizierten sich für den dritten Teil des Qualifyings. Hamilton war Schnellster. Die Toro Rosso-Piloten, Giovinazzi und die Renault-Fahrer schieden aus.
Der finale Abschnitt (Q3) ging über eine Zeit von zwölf Minuten, in denen die ersten zehn Startpositionen vergeben wurden. Hamilton fuhr mit einer Rundenzeit von 1:20,486 Minuten die Bestzeit vor Bottas und Vettel. Es war die 84. Pole-Position für Hamilton in der Formel-1-Weltmeisterschaft und die schnellste jemals erzielte Rundenzeit auf dieser Strecke. Außerdem errang Hamilton seine achte Pole-Position beim Großen Preis von Australien.

### Rennen
Beim Start ging Bottas an Hamilton vorbei, dahinter überholte Leclerc Verstappen und griff Vettel in der ersten Kurve auf der Außenseite an. Er kam nicht vorbei, verlor an Boden und fiel wieder hinter Verstappen zurück. Im Mittelfeld startete Ricciardo besser als Pérez, musste dann aber aufs Gras ausweichen, als Pérez nach innen zog. Dabei verlor er seinen Frontflügel, er fiel in der Folge ans Ende des Feldes zurück. Kubica kollidierte in der ersten Kurve mit Gasly, auch er verlor dabei seinen Frontflügel. Nach der ersten Runde fuhren Kubica und Ricciardo zu Reparaturarbeiten an die Box, beide ließen gleichzeitig die Reifen wechseln und versuchten, das Rennen ohne weiteren Boxenstopp mit der Hard-Reifenmischung zu beenden.
Bottas führte vor Hamilton, Vettel, Verstappen, Leclerc, Magnussen, Grosjean, Hülkenberg, Räikkönen und Norris. In den folgenden Runden blieben die Positionen weitgehend unverändert. In der zehnten Runde stellte Sainz jr. seinen Wagen mit einem technischen Defekt und starker Rauchentwicklung am Streckenrand ab.
In der zwölften Runde fuhr mit Räikkönen der erste Fahrer unter den ersten Zehn zum Reifenwechsel an die Box, er wechselte auf die Medium-Reifenmischung. Hülkenberg reagierte eine Runde später und wechselte auf Hard.
Vettel und Magnussen wechselten in Runde 14 auf Medium, Hamilton, Grosjean und Norris eine Runde später. Bei Grosjean ließ sich die Radmutter vorne links zunächst nicht wieder festziehen, er verlor daher deutlich an Boden. Bottas fuhr trotz seiner älteren Reifen mehrfach die bis dahin schnellsten Runden des Rennens.
Bottas wechselte in der 23. Runde auf Medium, sodass Verstappen die Führung übernahm. Zwei Runden später wechselte dieser ebenfalls auf Medium, er kam knapp hinter Vettel auf die Strecke zurück. Leclerc fuhr als letzter Pilot der Spitzengruppe in Runde 29 zum Reifenwechsel an die Box, er wechselte auf Hard.
Zur Rennhalbzeit führte Bottas mit 15 Sekunden Vorsprung vor Hamilton, Vettel, Verstappen, Leclerc, Gasly, Magnussen, Hülkenberg, Räikkönen und Stroll. Gasly war der einzige Pilot unter den ersten Zehn, der mit den Medium-Reifen gestartet und noch nicht beim Reifenwechsel gewesen war.
Verstappen holte mit seinen frischen Reifen auf Vettel auf und ging in der 31. Runde vorbei. Ricciardo gab das Rennen an der Box auf, Grosjean stellte seinen Wagen am Streckenrand ab. Auf den Fernsehbildern war zu sehen, dass sein linkes Vorderrad nicht richtig befestigt war. Bottas und Leclerc fuhren die bis dahin schnellsten Runden des Rennens. In den folgenden Runden vergrößerte Bottas seinen Vorsprung zunehmend.
Im Mittelfeld setzte Kwjat Stroll unter Druck, verbremste sich dabei in der White ford jedoch, sodass er durch die Auslaufzone fahren musste. Er fiel wieder hinter Stroll zurück. In Runde 37 wechselte Gasly dann auf die Soft-Mischung; er fiel bei seinem Boxenstopp auf Platz zehn zurück. Kwjat nutzte seinen Vorteil mit den bereits auf Betriebstemperatur befindlichen Reifen und überholte Gasly; somit war er nun Zehnter. Trotz weicherer und deutlich neuerer Reifen gelang es Gasly in den folgenden Runden nicht, Kwjat zu überholen.
Leclerc holte pro Runde zwischen 0,6 und 0,9 Sekunden auf Vettel auf, zehn Runden vor dem Ende lag er noch rund zwei Sekunden hinter seinem Teamkollegen. Verstappen, der seit mehreren Runden mit rund 1,5 Sekunden Rückstand hinter Hamilton fuhr, verbremste sich in der Jones und fuhr durch die Auslaufzone. Er verlor einige Sekunden, blieb jedoch Dritter.
In der 51. Runde war Leclerc erstmals im DRS-Fenster hinter Vettel. In den folgenden Runden vergrößerte sich sein Rückstand jedoch wieder. Bottas, der zu diesem Zeitpunkt die schnellste Rennrunde gefahren hatte, erkundigte sich per Funk an seiner Box, ob er angesichts von mehr als 25 Sekunden einen frischen Reifensatz aufziehen lassen sollte, um seine Rundenzeit nochmals zu verbessern. Das Team lehnte dies jedoch ab, man wolle kein unnötiges Risiko eingehen. Verstappen fuhr in der 54. Runde die bis dahin schnellste Rennrunde; er verkürzte so den Rückstand auf Hamilton auf rund eine Sekunde. Bottas legte in der 57. Runde nach und fuhr die mit Abstand schnellste Runde des Rennens.
Bottas gewann das Rennen vor Hamilton und Verstappen. Es war der vierte Sieg für Bottas in der Formel-1-Weltmeisterschaft. Die restlichen Punkteplatzierungen belegten Vettel, Leclerc, Magnussen, Hülkenberg, Räikkönen, Stroll und Kwjat. Da Bottas die schnellste Rennrunde fuhr und das Rennen unter den ersten Zehn beendete, erhielt er einen zusätzlichen Punkt.
Die Reihenfolge in der Gesamtwertung war mit dem Rennergebnis identisch. In der Konstrukteurswertung führte Mercedes mit der Maximalpunktzahl von 44 Punkten vor Ferrari und Red Bull Racing.

## Meldeliste
| Team                             | Nr. | Fahrer             | Chassis                       | Motor                         | Reifen |
| -------------------------------- | --- | ------------------ | ----------------------------- | ----------------------------- | ------ |
| Mercedes-AMG Petronas Motorsport | 44  | Lewis Hamilton     | Mercedes-AMG F1 W10 EQ Power+ | Mercedes-AMG F1 M10 EQ Power+ | P      |
| Mercedes-AMG Petronas Motorsport | 77  | Valtteri Bottas    | Mercedes-AMG F1 W10 EQ Power+ | Mercedes-AMG F1 M10 EQ Power+ | P      |
| Scuderia Ferrari                 | 05  | Sebastian Vettel   | Ferrari SF90                  | Ferrari 064                   | P      |
| Scuderia Ferrari                 | 16  | Charles Leclerc    | Ferrari SF90                  | Ferrari 064                   | P      |
| Aston Martin Red Bull Racing     | 33  | Max Verstappen     | Red Bull Racing RB15          | Honda RA619H                  | P      |
| Aston Martin Red Bull Racing     | 10  | Pierre Gasly       | Red Bull Racing RB15          | Honda RA619H                  | P      |
| Renault F1 Team                  | 03  | Daniel Ricciardo   | Renault R.S.19                | Renault E-Tech 19             | P      |
| Renault F1 Team                  | 27  | Nico Hülkenberg    | Renault R.S.19                | Renault E-Tech 19             | P      |
| Rich Energy Haas F1 Team         | 08  | Romain Grosjean    | Haas VF-19                    | Ferrari 064                   | P      |
| Rich Energy Haas F1 Team         | 20  | Kevin Magnussen    | Haas VF-19                    | Ferrari 064                   | P      |
| McLaren F1 Team                  | 55  | Carlos Sainz jr.   | McLaren MCL34                 | Renault E-Tech 19             | P      |
| McLaren F1 Team                  | 04  | Lando Norris       | McLaren MCL34                 | Renault E-Tech 19             | P      |
| SportPesa Racing Point F1 Team   | 11  | Sergio Pérez       | Racing Point RP19             | BWT Mercedes                  | P      |
| SportPesa Racing Point F1 Team   | 18  | Lance Stroll       | Racing Point RP19             | BWT Mercedes                  | P      |
| Alfa Romeo Racing                | 07  | Kimi Räikkönen     | Alfa Romeo Racing C38         | Ferrari 064                   | P      |
| Alfa Romeo Racing                | 99  | Antonio Giovinazzi | Alfa Romeo Racing C38         | Ferrari 064                   | P      |
| Red Bull Toro Rosso Honda        | 26  | Daniil Kwjat       | Scuderia Toro Rosso STR14     | Honda RA619H                  | P      |
| Red Bull Toro Rosso Honda        | 23  | Alexander Albon    | Scuderia Toro Rosso STR14     | Honda RA619H                  | P      |
| ROKiT Williams Racing            | 63  | George Russell     | Williams FW42                 | Mercedes-AMG F1 M10 EQ Power+ | P      |
| ROKiT Williams Racing            | 88  | Robert Kubica      | Williams FW42                 | Mercedes-AMG F1 M10 EQ Power+ | P      |

## Klassifikationen

### Qualifying
| Pos.                                                                      | Fahrer             | Konstrukteur              | Q1       | Q2       | Q3       | Start |
| ------------------------------------------------------------------------- | ------------------ | ------------------------- | -------- | -------- | -------- | ----- |
| 01                                                                        | Lewis Hamilton     | Mercedes                  | 1:22,043 | 1:21,014 | 1:20,486 | 01    |
| 02                                                                        | Valtteri Bottas    | Mercedes                  | 1:22,367 | 1:21,193 | 1:20,598 | 02    |
| 03                                                                        | Sebastian Vettel   | Ferrari                   | 1:22,885 | 1:21,912 | 1:21,190 | 03    |
| 04                                                                        | Max Verstappen     | Red Bull Racing-Honda     | 1:22,876 | 1:21,678 | 1:21,320 | 04    |
| 05                                                                        | Charles Leclerc    | Ferrari                   | 1:22,017 | 1:21,739 | 1:21,442 | 05    |
| 06                                                                        | Romain Grosjean    | Haas-Ferrari              | 1:22,959 | 1:21,870 | 1:21,826 | 06    |
| 07                                                                        | Kevin Magnussen    | Haas-Ferrari              | 1:22,519 | 1:22,221 | 1:22,099 | 07    |
| 08                                                                        | Lando Norris       | McLaren-Renault           | 1:22,702 | 1:22,423 | 1:22,304 | 08    |
| 09                                                                        | Kimi Räikkönen     | Alfa Romeo Racing-Ferrari | 1:22,966 | 1:22,349 | 1:22,314 | 09    |
| 10                                                                        | Sergio Pérez       | Racing Point-BWT Mercedes | 1:22,908 | 1:22,532 | 1:22,781 | 10    |
| 11                                                                        | Nico Hülkenberg    | Renault                   | 1:22,540 | 1:22,562 | –        | 11    |
| 12                                                                        | Daniel Ricciardo   | Renault                   | 1:22,921 | 1:22,570 | –        | 12    |
| 13                                                                        | Alexander Albon    | Scuderia Toro Rosso-Honda | 1:22,757 | 1:22,636 | –        | 13    |
| 14                                                                        | Antonio Giovinazzi | Alfa Romeo Racing-Ferrari | 1:22,431 | 1:22,714 | –        | 14    |
| 15                                                                        | Daniil Kwjat       | Scuderia Toro Rosso-Honda | 1:22,511 | 1:22,774 | –        | 15    |
| 16                                                                        | Lance Stroll       | Racing Point-BWT Mercedes | 1:23,017 | –        | –        | 16    |
| 17                                                                        | Pierre Gasly       | Red Bull Racing-Honda     | 1:23,020 | –        | –        | 17    |
| 18                                                                        | Carlos Sainz jr.   | McLaren-Renault           | 1:23,084 | –        | –        | 18    |
| 19                                                                        | George Russell     | Williams-Mercedes         | 1:24,360 | –        | –        | 19    |
| 20                                                                        | Robert Kubica      | Williams-Mercedes         | 1:26,067 | –        | –        | 20    |
| 107-Prozent-Zeit: 1:27,758 min (bezogen auf Q1-Bestzeit von 1:22,017 min) |                    |                           |          |          |          |       |

### Rennen
| Pos. | Fahrer             | Konstrukteur              | Runden | Stopps | Zeit        | Start | Schnellste Runde |
| ---- | ------------------ | ------------------------- | ------ | ------ | ----------- | ----- | ---------------- |
| 01   | Valtteri Bottas    | Mercedes                  | 58     | 1      | 1:25:27,325 | 02    | 1:25,580 (57.)   |
| 02   | Lewis Hamilton     | Mercedes                  | 58     | 1      | + 20,886    | 01    | 1:26,057 (57.)   |
| 03   | Max Verstappen     | Red Bull Racing-Honda     | 58     | 1      | + 22,520    | 04    | 1:26,256 (57.)   |
| 04   | Sebastian Vettel   | Ferrari                   | 58     | 1      | + 57,109    | 03    | 1:27,954 (16.)   |
| 05   | Charles Leclerc    | Ferrari                   | 58     | 1      | + 58,230    | 05    | 1:26,926 (58.)   |
| 06   | Kevin Magnussen    | Haas-Ferrari              | 58     | 1      | + 1:27,156  | 07    | 1:28,182 (56.)   |
| 07   | Nico Hülkenberg    | Renault                   | 57     | 1      | + 1 Runde   | 11    | 1:28,444 (52.)   |
| 08   | Kimi Räikkönen     | Alfa Romeo Racing-Ferrari | 57     | 1      | + 1 Runde   | 09    | 1:28,270 (52.)   |
| 09   | Lance Stroll       | Racing Point-BWT Mercedes | 57     | 1      | + 1 Runde   | 16    | 1:27,568 (29.)   |
| 10   | Daniil Kwjat       | Scuderia Toro Rosso-Honda | 57     | 1      | + 1 Runde   | 15    | 1:27,448 (39.)   |
| 11   | Pierre Gasly       | Red Bull Racing-Honda     | 57     | 1      | + 1 Runde   | 17    | 1:27,229 (39.)   |
| 12   | Lando Norris       | McLaren-Renault           | 57     | 1      | + 1 Runde   | 08    | 1:28,555 (17.)   |
| 13   | Sergio Pérez       | Racing Point-BWT Mercedes | 57     | 1      | + 1 Runde   | 10    | 1:28,485 (41.)   |
| 14   | Alexander Albon    | Scuderia Toro Rosso-Honda | 57     | 1      | + 1 Runde   | 13    | 1:28,188 (43.)   |
| 15   | Antonio Giovinazzi | Alfa Romeo Racing-Ferrari | 57     | 1      | + 1 Runde   | 14    | 1:28,479 (29.)   |
| 16   | George Russell     | Williams-Mercedes         | 56     | 2      | + 2 Runden  | 19    | 1:28,713 (55.)   |
| 17   | Robert Kubica      | Williams-Mercedes         | 55     | 3      | + 3 Runden  | 20    | 1:29,284 (30.)   |
| –    | Romain Grosjean    | Haas-Ferrari              | 29     | 1      | DNF         | 06    | 1:28,462 (17.)   |
| –    | Daniel Ricciardo   | Renault                   | 28     | 1      | DNF         | 12    | 1:29,848 (18.)   |
| –    | Carlos Sainz jr.   | McLaren-Renault           | 9      | 0      | DNF         | 18    | 1:30,899 (09.)   |

## WM-Stände nach dem Rennen
Die ersten zehn des Rennens bekamen 25, 18, 15, 12, 10, 8, 6, 4, 2 bzw. 1 Punkt(e). Zusätzlich gab es einen Punkt für die schnellste Rennrunde, da der Fahrer unter den ersten zehn landete.

### Fahrerwertung
| Pos. | Fahrer           | Konstrukteur              | Punkte |
| ---- | ---------------- | ------------------------- | ------ |
| 01   | Valtteri Bottas  | Mercedes                  | 26     |
| 02   | Lewis Hamilton   | Mercedes                  | 18     |
| 03   | Max Verstappen   | Red Bull Racing-Honda     | 15     |
| 04   | Sebastian Vettel | Ferrari                   | 12     |
| 05   | Charles Leclerc  | Ferrari                   | 10     |
| 06   | Kevin Magnussen  | Haas-Ferrari              | 8      |
| 07   | Nico Hülkenberg  | Renault                   | 6      |
| 08   | Kimi Räikkönen   | Alfa Romeo Racing-Ferrari | 4      |
| 09   | Lance Stroll     | Racing Point-BWT Mercedes | 2      |
| 10   | Daniil Kwjat     | Scuderia Toro Rosso-Honda | 1      |

| Pos. | Fahrer             | Konstrukteur              | Punkte |
| ---- | ------------------ | ------------------------- | ------ |
| 11   | Pierre Gasly       | Red Bull Racing-Honda     | 0      |
| 12   | Lando Norris       | McLaren-Renault           | 0      |
| 13   | Sergio Pérez       | Racing Point-BWT Mercedes | 0      |
| 14   | Alexander Albon    | Scuderia Toro Rosso-Honda | 0      |
| 15   | Antonio Giovinazzi | Alfa Romeo Racing-Ferrari | 0      |
| 16   | George Russell     | Williams-Mercedes         | 0      |
| 17   | Robert Kubica      | Williams-Mercedes         | 0      |
| –    | Romain Grosjean    | Haas-Ferrari              | 0      |
| –    | Daniel Ricciardo   | Renault                   | 0      |
| –    | Carlos Sainz jr.   | McLaren-Renault           | 0      |

### Konstrukteurswertung
| Pos. | Konstrukteur          | Punkte |
| ---- | --------------------- | ------ |
| 1    | Mercedes              | 44     |
| 2    | Ferrari               | 22     |
| 3    | Red Bull Racing-Honda | 15     |
| 4    | Haas-Ferrari          | 8      |
| 5    | Renault               | 6      |

| Pos. | Konstrukteur              | Punkte |
| ---- | ------------------------- | ------ |
| 06   | Alfa Romeo Racing-Ferrari | 4      |
| 07   | Racing Point-BWT Mercedes | 2      |
| 08   | Scuderia Toro Rosso-Honda | 1      |
| 09   | McLaren-Renault           | 0      |
| 10   | Williams-Mercedes         | 0      |